# Cristovam Roberto Ribeiro da Silva
Cristovam Roberto Ribeiro da Silva známý jako Cristovam (* 25. července 1990, Feira de Santana) je brazilský fotbalový obránce, od ledna 2015 působící v J. Malucelli Futebol. Mimo Brazílie působil na Slovensku.

## Klubová kariéra
Svoji fotbalovou kariéru začal v Internacional, odkud v roce 2009 přestoupil do Guaratinguetá. Následně podepsal Paulistu. V mužstvu hrál nejdříve za mládež a v následujícím roce se přesunul do seniorské kategorie, v níž nastupoval za B-tým. V roce 2011 zamířil do Flamenga a následně nastupoval za Feirense.

### Arapongas Esporte Clube
V zimním přestupovém období sezony 2012/13 přestoupil do Arapongas Esporte Clube. Od roku 2013 působí na hostování v jiných klubech.

### FK Senica (hostování)
Po půl roce odešel společně s krajanem Hiagem na roční hostování do slovenské Senice, která s Arapongasem úzce spolupracuje. Premiérové start v dresu Záhoráků zaznamenal hned v prvním kole 13. 7. 2013, kdy mužstvo porazilo v derby FC Spartak Trnava 2:1. V červenci 2013 ve druhém předkole Evropské ligy 2013/14 se zranil v odvetě proti černohorskému týmu FK Mladost Podgorica a za tým nastoupil až v posledných kolech podzimní části. I na jaře hráče trápila zranění. V zápase s MFK Košice (výhra Senice 3:2) ve 28. kole vstřelil svoji první branku za tým, ale následně musel kvůli obnovení zranění zadního stehenního svalu již ve 20. minutě hned po brance střídat. Celkem v sezoně 2013/2014 odehrál za mužstvo 11 zápasů a vstřelil jeden gól. Po skončení ročníku se vrátil zpět do Arapongasu.

### Londrina EC (hostování)
V létě 2014 odešel na hostování do týmu Londrina EC. V mužstvu se stejně jako v Senici setkal s Hiagem. Za klub během celého svého působení odehrál jedno utkání, ve kterém se gólově neprosadil.

### J. Malucelli Futebol (hostování)
V zimním přestupovém období 2014/15 zamířil hostovat do J. Malucelli Futebol.